# Hoslundia opposita
Hoslundia opposita là một loài thực vật có hoa trong họ Hoa môi. Loài này được Vahl mô tả khoa học đầu tiên năm 1804.